# Helena Viktorie Šlesvicko-Holštýnská
Helena Viktorie Šlesvicko-Holštýnská (Victoria Louise Sophia Augusta Amelia Helena; 3. května 1870, Windsor – 13. března 1948, Londýn) byla vnučka královny Viktorie. V roce 1917 bylo její jméno zjednodušeno na princezna Helena Viktorie.

## Původ a dětství
Princezna Helena Viktorie (v rodině známá jako Thora) se narodila ve Frogmore House u hradu Windsor jako starší dcera prince Kristiána Šlesvicko-Holštýnského, nejmladšího syna vévody Kristiána Augusta II. Šlesvicko-Holštýnsko-Sonderbursko-Augustenburského, a jeho manželky princezny Heleny, dcery královny Viktorie a prince Alberta. Její rodiče žili v Británii.
Pokřtěna byla 20. června 1870 v soukromé kapli na hradě Windsor. Jejími kmotry byli královna Viktorie, královnina teta vévodkyně z Cambridge, matčini sourozenci princezna Luisa, princ Artur, princ Leopold, princ Valdemar Dánský, princ Eduard Sasko-Výmarský, princezna Luisa Augusta Šlesvicko-Holštýnská a princezna Karolína Amálie Šlesvicko-Holštýnská, otcovy sestry (zastoupené vévodkyní z Roxburghe).
V roce 1885 byla družičkou na svatbě své tety Beatrix s Jindřichem z Battenbergu a také na svatbě svého bratrance vévody z Yorku s Marií z Tecku v roce 1893.
Většinu dětství strávila v Cumberland Lodge, otcově residenci jako lesníka Windsor Great Park. V rodině byla známá jako "Thora", někdy jako "Snipe", v souvislosti s jejími ostrými rysy obličeje, oficiálně z řetězce svých šesti křestních jmen používala jména "Helena Viktorie".

## První světová válka
V červenci 1917 změnil Jiří V. jméno britské královské dynastie na dynastii Windsor. Vzdal se také, jménem sebe a svých četných příbuzných, kteří byli britskými poddanými, používání německých titulů, oslovení a příjmení. Princezna Helena Viktorie a její mladší sestra Marie Louisa následně přestaly používat územní označení "Šlesvicko-Holštýnsko-Sonderbursko-Augustenburská". Místo toho se staly známými jednoduše jako "Její Výsost princezna Helena Viktorie" a "Její Výsost princezna Marie Louisa". Přestože se narodily s německými tituly, jejich výchova a bydliště byly zcela anglické.

## Pozdější život
Princezna Helena Viktorie se nikdy nevdala. Následovala příkladu své matky a pracovala různé charitativní organizace, především YMCA, YWCA a pečovatelský dům princezny Kristián ve Windsoru. Během první světové války založila ženské pomocné síly YWCA. Jako jejich předsedkyně navštěvovala britské vojáky ve Francii. Od ministra války Spojeného království lorda Kitchenera získala povolení zařídit pro ně zábavu. Mezi válkami byla Helena se sestrou Marií Louisou nadšenou patronkou hudby v Schomberg House, jejich londýnské residenci. V jedné publikaci z roku 1924 bylo uvedeno: "Princezna Helena Viktorie byla vždy spolu se svou sestrou princeznou Marií Louisou jednou z nejpracovitějších ze všech našich princezen." Poté, v roce 1940 jejich dům poškodil německý nálet, se obě princezny přestěhovaly do Fitzmaurice Place na Berkeley Square.
Princezna Helena Viktorie, která byla po druhé světové válce ve špatném zdravotním stavu a byla upoutána na invalidní vozík, měla jedno ze svých posledních velkých vystoupení na svatbě princezny Alžběty s Filipem 20. listopadu 1947.
princezna Helena Viktorie zemřela v Fitzmaurice Place na Berkeley Square 13. března 1948. Bylo jí 77 let, stejně jako její matce, když v roce 1923 umírala. Její pohřeb se odehrál v kapli svatého Jiří ve Windsoru ve středu 17. března 1948 v 11:30 dopoledne. Její rakev byla zahalena do vlajky Spojeného království s věncem narcisů a jarními květinami od její sestry princezny Marie Louisy a věncem ze žlutých růží a fialových tulipánů od krále Jiřího VI. a královny Alžběty. Mezi truchlícími byli její sestra Marie Louise, král Jiří VI., královna Alžběta, princezna Alžběta, vévoda z Edinburghu a královna Marie zastoupena kapitánem lordem Claudem Hamiltonem. Dále to byli Alice, vévodkyně z Gloucesteru, Marina, vévodkyně z Kentu, Alexander Mountbatten, 1, markýz z Carisbrooke, David Mountbatten, 3. markýz z Milford Havenu, lady Patricie Ramsay a její syn Alexander Ramsay z Maru. Hudba zahrnovala žalm 121 „Pozdvihnu své oči“ a hymny „Rock of Ages“ a „Bůh buď v mé hlavě“. Její rakev byla později pohřbena na královském pohřebišti Frogmore ve Windsor Great Park. Nebyl vydán žádný příkaz k soudnímu smutku, ale král a královna a členové jejich domácností po dobu jednoho týdne zachovávali rodinný smutek. Prozkoumání pozůstalosti princezny proběhlo v Londýně dne 20. května 1948; majetek byl oceněn na 52 435 liber (1,3 milionu liber při směnných kurzech v roce 2022).

## Tituly, oslovení a vyznamenání

### Tituly a oslovení
- 3. května 1870 – 14. července 1917: Její Výsost princezna Viktorie Šlesvicko-Holštýnská
- 14. července 1917 – 13. března 1948: Její Výsost princezna Helena Viktorie

Jako vnučka šlesvicko-holštýnského vévody v mužské linii měla být princezna Helena Viktorie oslovována Jasnost. V květnu 1866 královna Viktorie udělila vyšší oslovení Výsost všem dětem, které se narodily z manželství princezny Heleny a prince Kristiána, i když děti zůstaly princem nebo princeznou ze Šlesvicka-Holštýnska. V červnu 1917 se v soudním oběžníku objevilo oznámení, že měl Jiří V. připravit královský rozkaz, podle kterého by se vzdaly používání části jejich titulů „Šlesvicko-Holštýnsko-Sonderbursko-Augustenburská“. Žádný rozkaz však vydán nebyl a ani jim nebyly formálně uděleny tituly princezen Velké Británie a Irska, ani Spojeného království.

### Vyznamenání
Britská vyznamenání 
- Královský řád Viktorie a Alberta 1883
- Řád indické koruny 1889
- Královský červený kříž 16. března 1900
- Řád britského impéria 1918
- Nejctihodnější řád sv. Jana Jeruzalémského 1928

 Zahraniční vyznamenání 
- Řád královny Marie Luisy

## Vývod z předků
|                                      |                                                                        |  |                                      |                                                          |  |  |  |  |  |  |  | Frederik Kristián I. Šlesvicko-Holštýnsko-Sonderbursko-Augustenburský |
|                                      |                                                                        |  |                                      |                                                          |  |  |  |  |  |  |  |                                                                       |
|                                      | Frederik Kristián II. Šlesvicko-Holštýnsko-Sonderbursko-Augustenburský |  |                                      |                                                          |  |  |  |  |  |  |  |                                                                       |
|                                      |                                                                        |  |                                      |                                                          |  |  |  |  |  |  |  |                                                                       |
|                                      |                                                                        |  |                                      | Šarlota Amálie Šlesvicko-Holštýnsko-Sonderbursko-Plönská |  |  |  |  |  |  |  |                                                                       |
|                                      |                                                                        |  |                                      |                                                          |  |  |  |  |  |  |  |                                                                       |
|                                      | Kristián August II. Šlesvicko-Holštýnsko-Sonderbursko-Augustenburský   |  |                                      |                                                          |  |  |  |  |  |  |  |                                                                       |
|                                      |                                                                        |  |                                      |                                                          |  |  |  |  |  |  |  |                                                                       |
|                                      |                                                                        |  |                                      | Johann Friedrich Struensee, Kristián VII. Dánský         |  |  |  |  |  |  |  |                                                                       |
|                                      |                                                                        |  |                                      |                                                          |  |  |  |  |  |  |  |                                                                       |
|                                      | Luisa Augusta Dánská                                                   |  |                                      |                                                          |  |  |  |  |  |  |  |                                                                       |
|                                      |                                                                        |  |                                      |                                                          |  |  |  |  |  |  |  |                                                                       |
|                                      |                                                                        |  |                                      | Karolina Matylda Hannoverská                             |  |  |  |  |  |  |  |                                                                       |
|                                      |                                                                        |  |                                      |                                                          |  |  |  |  |  |  |  |                                                                       |
|                                      | Kristián Šlesvicko-Holštýnský                                          |  |                                      |                                                          |  |  |  |  |  |  |  |                                                                       |
|                                      |                                                                        |  |                                      |                                                          |  |  |  |  |  |  |  |                                                                       |
|                                      |                                                                        |  |                                      | Frederik Christian Danneskiold-Samsøe                    |  |  |  |  |  |  |  |                                                                       |
|                                      |                                                                        |  |                                      |                                                          |  |  |  |  |  |  |  |                                                                       |
|                                      | Kristián Konrád Danneskioldsko-Samsøeský                               |  |                                      |                                                          |  |  |  |  |  |  |  |                                                                       |
|                                      |                                                                        |  |                                      |                                                          |  |  |  |  |  |  |  |                                                                       |
|                                      |                                                                        |  |                                      | Frederikke Louise von Kleist                             |  |  |  |  |  |  |  |                                                                       |
|                                      |                                                                        |  |                                      |                                                          |  |  |  |  |  |  |  |                                                                       |
|                                      | Luisa Žofie z Danneskiold-Samsøe                                       |  |                                      |                                                          |  |  |  |  |  |  |  |                                                                       |
|                                      |                                                                        |  |                                      |                                                          |  |  |  |  |  |  |  |                                                                       |
|                                      |                                                                        |  |                                      | Frederik Christian Kaas                                  |  |  |  |  |  |  |  |                                                                       |
|                                      |                                                                        |  |                                      |                                                          |  |  |  |  |  |  |  |                                                                       |
|                                      | Henrietta Danneskioldsko-Samsøeská                                     |  |                                      |                                                          |  |  |  |  |  |  |  |                                                                       |
|                                      |                                                                        |  |                                      |                                                          |  |  |  |  |  |  |  |                                                                       |
|                                      |                                                                        |  |                                      | Edele Sofie Kaas Sparre til huset Nedergaard             |  |  |  |  |  |  |  |                                                                       |
|                                      |                                                                        |  |                                      |                                                          |  |  |  |  |  |  |  |                                                                       |
| Helena Viktorie Šlesvicko-Holštýnská |                                                                        |  |                                      |                                                          |  |  |  |  |  |  |  |                                                                       |
|                                      |                                                                        |  |                                      |                                                          |  |  |  |  |  |  |  |                                                                       |
|                                      |                                                                        |  | František Sasko-Kobursko-Saalfeldský |                                                          |  |  |  |  |  |  |  |                                                                       |
|                                      |                                                                        |  |                                      |                                                          |  |  |  |  |  |  |  |                                                                       |
|                                      | Arnošt I. Sasko-Kobursko-Saalfeldský                                   |  |                                      |                                                          |  |  |  |  |  |  |  |                                                                       |
|                                      |                                                                        |  |                                      |                                                          |  |  |  |  |  |  |  |                                                                       |
|                                      |                                                                        |  |                                      | Augusta Reussová z Ebersdorfu                            |  |  |  |  |  |  |  |                                                                       |
|                                      |                                                                        |  |                                      |                                                          |  |  |  |  |  |  |  |                                                                       |
|                                      | Albert Sasko-Kobursko-Gothajský                                        |  |                                      |                                                          |  |  |  |  |  |  |  |                                                                       |
|                                      |                                                                        |  |                                      |                                                          |  |  |  |  |  |  |  |                                                                       |
|                                      |                                                                        |  |                                      | Augustus Sasko-Gothajsko-Altenburský                     |  |  |  |  |  |  |  |                                                                       |
|                                      |                                                                        |  |                                      |                                                          |  |  |  |  |  |  |  |                                                                       |
|                                      | Luisa Sasko-Gothajsko-Altenburská                                      |  |                                      |                                                          |  |  |  |  |  |  |  |                                                                       |
|                                      |                                                                        |  |                                      |                                                          |  |  |  |  |  |  |  |                                                                       |
|                                      |                                                                        |  |                                      | Luisa Šarlota Meklenbursko-Zvěřínská                     |  |  |  |  |  |  |  |                                                                       |
|                                      |                                                                        |  |                                      |                                                          |  |  |  |  |  |  |  |                                                                       |
|                                      | Helena Britská                                                         |  |                                      |                                                          |  |  |  |  |  |  |  |                                                                       |
|                                      |                                                                        |  |                                      |                                                          |  |  |  |  |  |  |  |                                                                       |
|                                      |                                                                        |  |                                      | Jiří III. Britský                                        |  |  |  |  |  |  |  |                                                                       |
|                                      |                                                                        |  |                                      |                                                          |  |  |  |  |  |  |  |                                                                       |
|                                      | Eduard August Hannoverský                                              |  |                                      |                                                          |  |  |  |  |  |  |  |                                                                       |
|                                      |                                                                        |  |                                      |                                                          |  |  |  |  |  |  |  |                                                                       |
|                                      |                                                                        |  |                                      | Šarlota Meklenbursko-Střelická                           |  |  |  |  |  |  |  |                                                                       |
|                                      |                                                                        |  |                                      |                                                          |  |  |  |  |  |  |  |                                                                       |
|                                      | Královna Viktorie                                                      |  |                                      |                                                          |  |  |  |  |  |  |  |                                                                       |
|                                      |                                                                        |  |                                      |                                                          |  |  |  |  |  |  |  |                                                                       |
|                                      |                                                                        |  |                                      | František Sasko-Kobursko-Saalfeldský                     |  |  |  |  |  |  |  |                                                                       |
|                                      |                                                                        |  |                                      |                                                          |  |  |  |  |  |  |  |                                                                       |
|                                      | Viktorie Sasko-Kobursko-Saalfeldská                                    |  |                                      |                                                          |  |  |  |  |  |  |  |                                                                       |
|                                      |                                                                        |  |                                      |                                                          |  |  |  |  |  |  |  |                                                                       |
|                                      |                                                                        |  |                                      | Augusta Reussová z Ebersdorfu                            |  |  |  |  |  |  |  |                                                                       |
|                                      |                                                                        |  |                                      |                                                          |  |  |  |  |  |  |  |                                                                       |